# Great Cypress Swamp

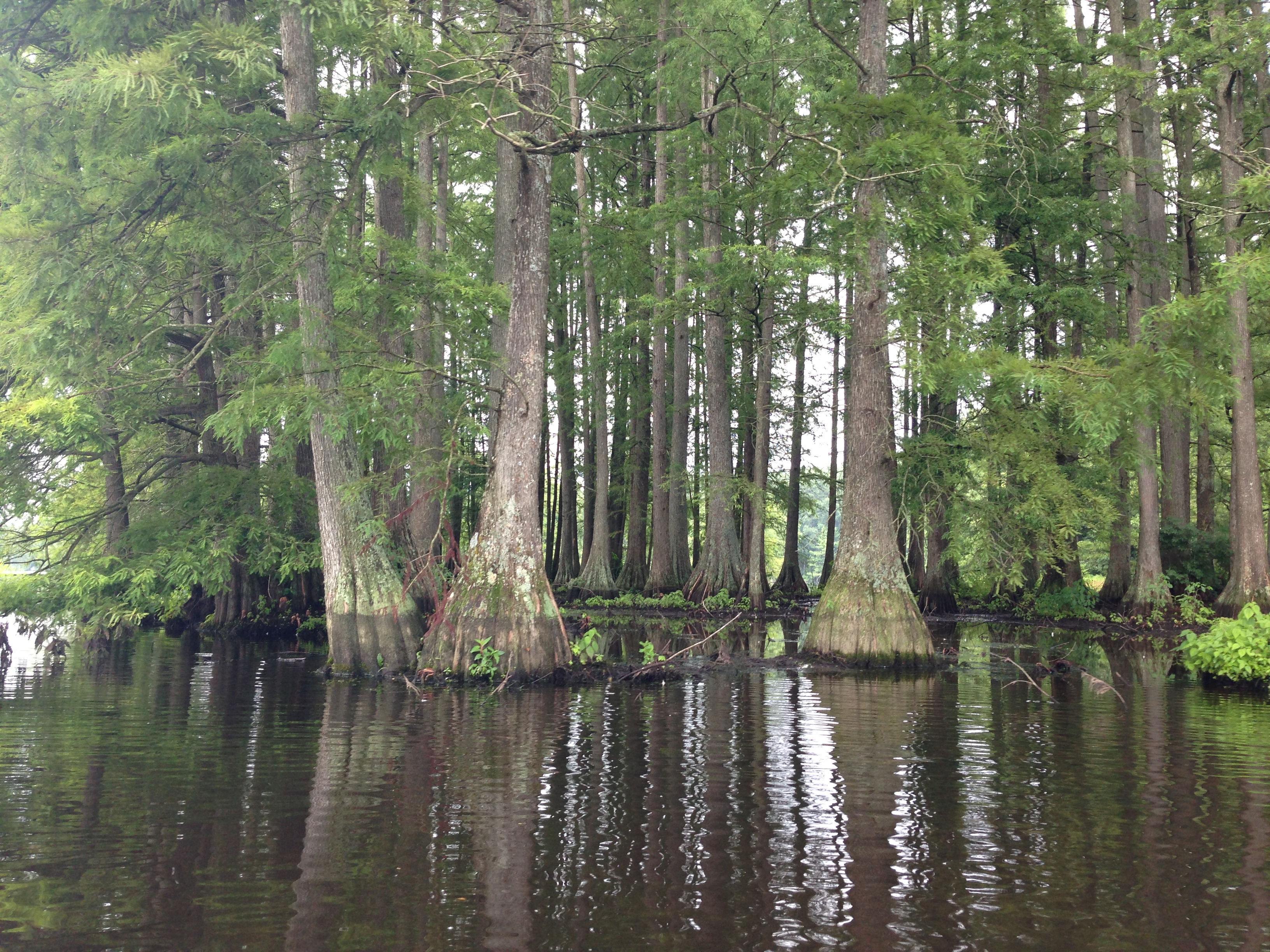
Groupe de cyprès chauves dans le parc d'État de Trap Pond

Le Great Cypress Swamp (aussi connu sous le nom de Great Pocomoke Swamp, Cypress Swamp, or Big Cypress Swamp), est un marais  (swamp) d'eau douce boisé situé sur la péninsule de Delmarva, dans le sud du Delaware et le sud-est du Maryland. En 2000, c’est la plus grande forêt contiguë de la péninsule de Delmarva.
Situé aux coordonnées 
38° 29′ N, 75° 18′ O
, c'est l'un des marécages les plus septentrionaux de cyprès chauves dans le sud-est des États-Unis (le Battle Creek Cypress Swamp  dans le comté de Calvert, dans le Maryland, est légèrement plus au nord, mais beaucoup plus petit). Il couvre environ 130 km², principalement dans le sud du comté de Sussex, dans le Delaware. C'est la source de la rivière Pocomoke, qui coule vers le sud, et de la rivière Pepper, qui coule vers le nord-est.

## Histoire
Le marécage a déjà produit beaucoup de bois de cyprès. À cause de la surexploitation et d'un feu de tourbe catastrophique en 1930, une grande partie de sa végétation a été détruite. L'un des incendies a brûlé pendant huit mois, ce qui a conduit à rebaptiser le marécage « Burnt Swamp » par les habitants.
En 1980, Joe Biden, à la demande d'écologistes, proposa de transformer le marais en parc national. Ce plan a rencontré la résistance des habitants locaux, inquiets d'être submergés par un grand nombre de visiteurs. Lorsque Tom Carper, représentant, a réexaminé l’idée de créer un parc national dans le Delaware en 2004, le Cypress Swamp n’a pas été pris en compte en raison de ces préoccupations.
L'organisation à but non lucratif Delaware Wild Lands gère le marais et a entrepris des efforts pour replanter des cyprès chauves.

## Valeur écologique.

### Oiseaux
Le marais abrite 73 espèces d'oiseaux nicheurs. Les espèces les plus abondantes dans le marais sont la paruline vermivore et le vacher à tête brune. Le marais contient également deux espèces rares dans la région, la paruline de Swainson et la paruline à gorge noire. eBird a répertorié au moins 94 espèces observées dans le marais, y compris certaines espèces trouvées pendant la migration qui ne s'y reproduisent pas.